# Університет Оклахоми
Університет Оклахоми (англ. University of Oklahoma, OU) — державний дослідницький університет, розташований у м. Норман, штат Оклахома. Тут навчається більше 30 тисяч студентів в 15 коледжах. В університеті діють 152 програми бакалаврату, 160 магістерських та 75 докторських програм. Заснований в 1890 році. Цільовий фонд (ендаумент) складає 1,2 млрд доларів.
Університет разом з міжнародним літературним журналом World Literature Today є спонсором міжнародної літературної премії Neustadt International Prize for Literature.